# Bistum Noto
Das Bistum Noto (lat.: Dioecesis Netensis, ital.: Diocesi di Noto) ist eine auf Sizilien gelegene Diözese der römisch-katholischen Kirche mit Sitz in Noto. Sie gehört zur Kirchenprovinz Syrakus in der Kirchenregion Sizilien und ist ein Suffraganbistum des Erzbistums Syrakus.

## Geschichte
Das Bistum Noto wurde am 15. Mai 1844 von Papst Gregor XVI. mit der Päpstlichen Bulle Gravissimum sane munus errichtet.

## Bischöfe
- Giuseppe Menditto (22. Juli 1844–13. November 1849 zurückgetreten)
- Giovanni Battista Naselli, CO (17. Februar 1851–27. Juni 1853 zum Erzbischof von Palermo ernannt)
- Mario Giuseppe Mirone (27. Juni 1853–17. Februar 1864 gestorben)
  - Sedivakanz (1864–1872)
- Benedetto Lavecchia Guarnieri, OFMObs (23. Februar 1872–5. Juli 1875 zum Erzbischof von Syrakus ernannt)
- Giovanni Blandini (5. Juli 1875–4. Januar 1913 gestorben)
- Giuseppe Vizzini (19. August 1913–8. Dezember 1935 gestorben)
- Angelo Calabretta (16. Juli 1936–27. Juni 1970 zurückgetreten)
- Salvatore Nicolosi (27. Juni 1970–19. Juni 1998 zurückgetreten)
- Giuseppe Malandrino (19. Juni 1998–16. Juli 2007 zurückgetreten)
- Mariano Crociata (16. Juli 2007–20. Oktober 2008, dann Generalsekretär der CEI)
- Antonio Staglianò (22. Januar 2009–6. August 2022, dann Präsident der Päpstlichen Akademie für Theologie)
- Salvatore Rumeo (seit 22. Dezember 2022)

## Weblinks

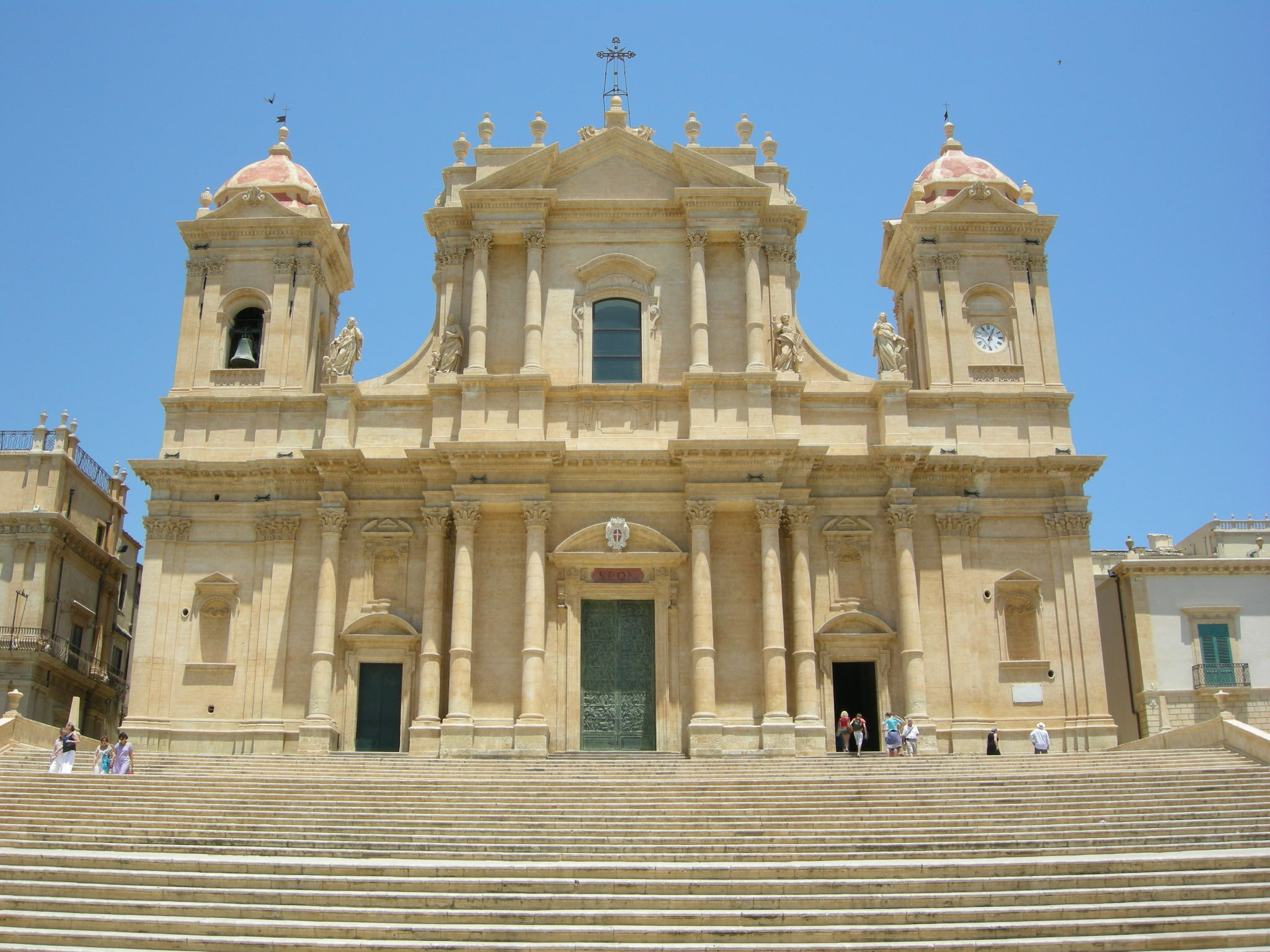
Kathedrale von Noto